# فینکل
فینکِل یا فین.کی.ال (به انگلیسی: Fin.K.L، به کره‌ای: 핑클) یک گروه موسیقی دخترانه کره‌ای است که در سال ۱۹۹۸ توسط دی‌اس‌پی مدیا تشکیل شد. اعضای آن عبارتند ازلی هیوری، اوک جو-هیون، لی جین و سونگ یو ری. فین.کی.ال، یکی از محبوب‌ترین گروه‌های کی پاپ در اواخر دهه ۱۹۹۰ و اوایل ۲۰۰۰ بود.